# Князь Ігор Володимирович
І́гор Володи́мирович Князь  (*23 червня 1955, Алупка) — український воєначальник. Віце-адмірал. Головнокомандувач ВМС ЗС України (2003—2005). Командувач ВМС ЗС України (2005—2006).

## Життєпис
Закінчив Чорноморське вище військово-морське училище ім. П. С. Нахімова, корабельний факультет (1977); Військово-морську академію (1988); Академію ЗС України, факультет підготовки фахівців оперативно-стратегічного рівня (1997)
1977—1997 — проходив службу на кораблях і в штабах Чорноморського флоту, з 1992 — у ВМС України
З 11 по 23 червня 2001 року контр-адмірал Ігор Князь був призначений командиром походу на великому десантному кораблі «Костянтин Ольшанський» і взяв участь у навчаннях «Кооператив партнер-2001», господарями яких виступали ВМС Грузії. А з 16 по 30 січня 2003 року очолив похід цього ж корабля з діловим візитом до грецького порту Кавала.
Цей похід став пам'ятним для ВМС завдяки тому, що контр-адмірал Ігор Князь, окрім виконання завдань походу, доставив для підводного човна «Запоріжжя» закуплені в Греції акумуляторні батареї, а також «вічний вогонь» з древньої Еллади, який був офіційно і урочисто встановлений на центральній площі Євпаторії в день її 2500 — річчя.
Цей похід став походом державного значення, він значно зміцнив військове співробітництво України з Грецією.
1997—2003 — начальник оперативного управління — заступник начальника штабу ВМС України, 1-й заступник начальника штабу ВМС України, командир Південного морського району (пізніше — Південної військово-морської бази) ВМС ЗС України
05.2003-07.2005 — Головнокомандувач ВМС ЗС України
У вересні 2003 року проведено збір-похід кораблів ВМС під комдуванням І. Князя, який підтвердив високу бойову готовність українського флоту. А участь бойових кораблів у міжнародних навчаннях «Кооператив партнер», «Чорноморське партнерство» і морських піхотинців ВМС у навчаннях НАТО «Північне сяйво-2003» в Північній Шотландії продемонстрували світу високу бойову майстерність, витримку і професійний вишкіл українських моряків.
З червня 2005 року по березень 2006 року — командувач ВМС ЗС України
з 03.2006 — заступник начальника Генерального штабу ЗС України
Віце-адмірал. Аташе з питань оборони посольства України у США та в Мексиці (за сумісництвом).

## Нагороди та відзнаки
- Відзнака Міністерства оборони України «Доблесть і честь»;
- Орден Богдана Хмельницького III ст. (12.2007)